# Lake St. Peter
Lake St. Peter är en sjö i Kanada.   Den ligger i countyt Hastings County och provinsen Ontario, i den sydöstra delen av landet, 180 km väster om huvudstaden Ottawa. Lake St. Peter ligger 396 meter över havet. Arean är 0,30 kvadratkilometer. Den sträcker sig 1,2 kilometer i nord-sydlig riktning, och 0,7 kilometer i öst-västlig riktning.
I omgivningarna runt Lake St. Peter växer i huvudsak blandskog. Runt Lake St. Peter är det mycket glesbefolkat, med 4 invånare per kvadratkilometer.